# هشام سوم (قرطبه)
هشام سوم (عربی: هشام الثالث با نام کامل المعتد بالله، هشام بن محمد) آخرین خلیفه اموی حاکم بر اندلس اسلامی بود (۱۰۲۶–۱۰۳۱), وی همچنین آخرین کسی است که عنوان خلافت قرطبه را داشت.